# Жонь

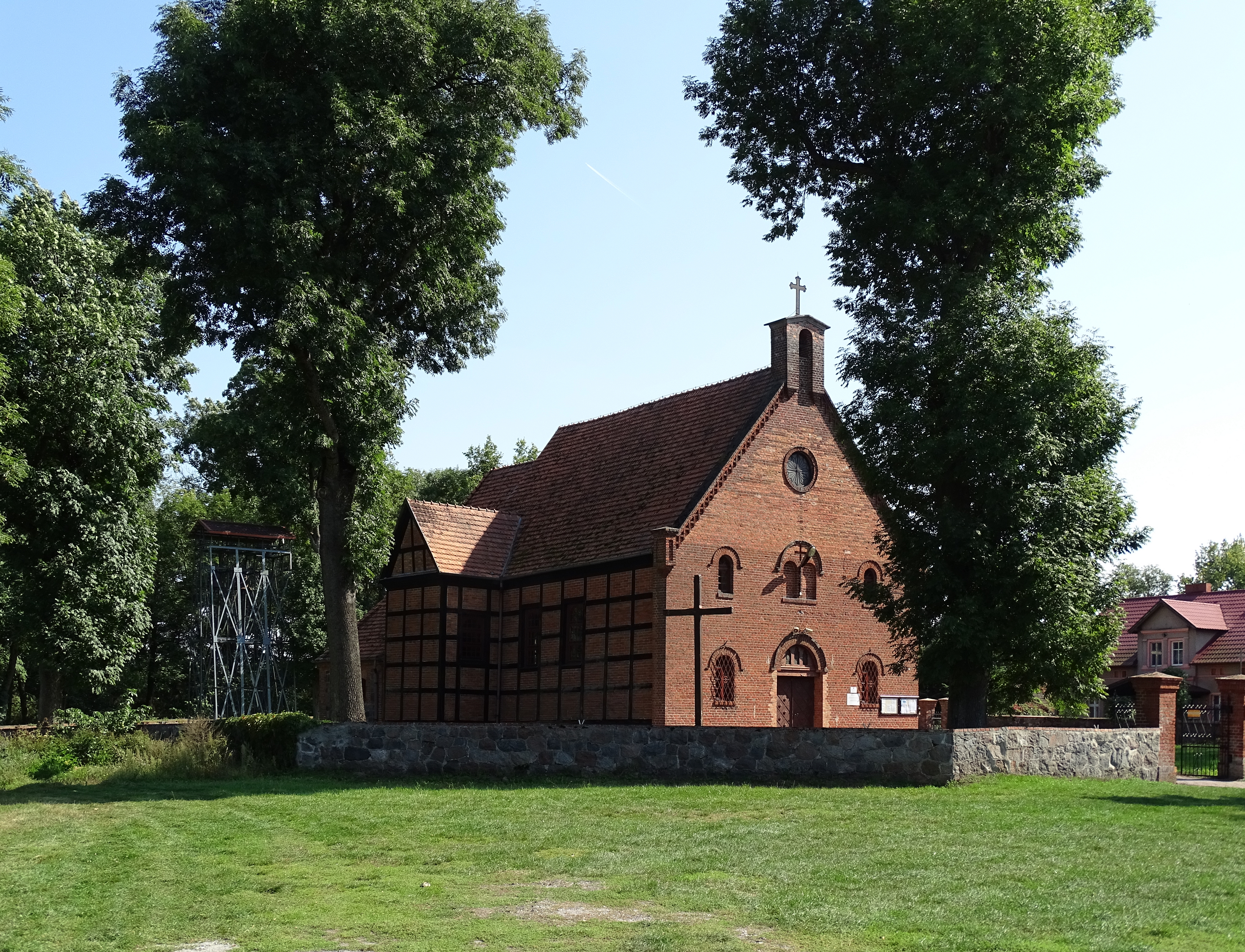
Парафіяльна церква.

Жонь (пол. Żoń) — село в Польщі, у гміні Марґонін Ходзезького повіту Великопольського воєводства.
Населення — 44 особи (2011).
У 1975-1998 роках село належало до Пільського воєводства.

## Демографія
Демографічна структура станом на 31 березня 2011 року:
|          | Загалом | Допрацездатний вік | Працездатний вік | Постпрацездатний вік |
| -------- | ------- | ------------------ | ---------------- | -------------------- |
| Чоловіки | 22      | 6                  | 15               | 1                    |
| Жінки    | 22      | 5                  | 13               | 4                    |
| Разом    | 44      | 11                 | 28               | 5                    |